# サウレ
サウレ（リトアニア語:Saulė、ラトビア語:Saule）とはバルト神話の太陽神であり、リトアニアおよびラトビアでは女神であるとされている。名詞のSaulė/Sauleはリトアニア語およびラトビア語で太陽を表す慣用名であり、バルト祖語のSauliāを起源とする名称である。

## 描写
サウレはもっとも強力な神の一つであり、生命、豊穣、温暖および健康の女神である。サウレは特に孤児のような不運な人々の守護者である。リトアニア語およびラトビア語で「世界」を表す「pasaulis/pasaule」の語は、「太陽の下（の場所）」として訳される。
サウレは、最も初期に書かれたリトアニア神話の書物の一つにおいて名前が挙げられている。ヨハネス・マララスによる年代記のスラブ語翻訳(1261年)によると、強力な鍛冶屋であるTeliavelisは太陽を作り、空へと投げ込んだとされる。宣教師ジェロニム・ジャン・シルヴァヌス・プラシュスキー(およそ1369年 - 1440年)はリトアニアをキリスト教化しようとして3年を費やし、後にさらわれたサウレについての神話を物語った。サウレは強力な王によって塔に拘束されており、巨大なスレッジ・ハンマーを使った十二宮によって助け出された。ジェロニム・プラシュスキーはその地域の住民によって崇拝されていたハンマーを個人的に目の当たりにしたと断言した。

## 家族
サウレは月の神（リトアニア神話におけるメーヌオ、ラトビア神話におけるメーネス）の妻である。リトアニア神話において、メーヌオは明けの明星（金星）の女神アウシュリネに恋をし、メーヌオの不貞に対して雷神ペルクナスはメーヌオを罰した。罰には異なる記述がみられ、一つのバージョンではメーヌオは真っ二つに切り裂かれるも自らの過ちから学ばず、罰が毎月繰り返される。また別のバージョンでは、サウレとメーヌオは離婚したが、お互いに彼らの娘であり大地の女神であるジェミナを見たがった。この神話は、日中は太陽が、夜中には月が大地を照らす事を説明する起源譚である。また別のバージョンでは、メーヌオの顔が最高神であるディエヴァスもしくはサウレによって醜くされたとしている。
他の神話においてアウシュリネはサウレの娘および召使として描かれる。アウシュリネはサウレのために火を灯してサウレが翌日に空を横切る旅へと出かける準備をし、宵の明星の女神ヴァカリネは、夜、サウレのためのベッドを準備する。リトアニア神話において、サウレは他の惑星の女神（木星の女神インドラヤ、土星の女神セーリヤ、火星の女神ジエズドレ、水星の女神ヴァイヴォラ）の母であった。

## 祝祭
サウレの祭である夏至祭を起源に持つリトアニアのRasos（キリスト教によって聖ヨハネ祭とされた）およびラトビアのLīgo（同じく聖ヨハネ祭)は、花輪を作り、不思議なシダの花 (en)を探し、篝火を燃やしてその周りで踊り、火を飛び越え、そうして翌朝の午前4時頃の日の出を迎えるということを要件とする祭りである。それは最も喜びに満ちた伝統的な休日である。冬至はサウレの帰還として祝われる。このサウレの帰還祭であるリトアニアのKūčios (en)およびラトビアのZiemassvētki (en)はクリスマスとして吸収された。他の祭は春分および秋分に行われた。

## 関連書籍
- プルーエンス・ジョーンズ、ナイジェル・ペニック著『ヨーロッパ異教史』pp.277-278.